# Chițcani (okręg Suczawa)
Chițcani – wieś w Rumunii, w okręgu Vrancea, w gminie Boghești. W 2011 roku liczyła 143 mieszkańców.